# 에마 라하나
에마 라하나(영어: Emma Lahana, 1984년 6월 27일 ~ )는 뉴질랜드의 배우, 가수이다.

## 출연 작품
- 애프터파티 (2013)
- 헤이븐 시즌4 (2013)
- 트레이딩 크리스마스 (2011)
- 디어 미스터 게이시 (2010)
- 헬캐츠 (2010)
- 세븐 데들리 신스 (2010)
- 프래절 (2009)
- 포울러 스톰 (2009)
- 슬랩 샷 3 (2008)
- 에이리언 에이전트 (2007)
- 쇼틀랜드 스트리트 (1992)